# Biperiden
Biperiden ist ein Arzneistoff aus der Gruppe der Anticholinergika. Biperiden wird zur Behandlung der oft starken extrapyramidalen Nebenwirkungen wie beispielsweise Körpersteifheit, Blickstarre und Akathisie eingesetzt, die viele Antipsychotika ab einer bestimmten Dosis verursachen können. In der Behandlung von Symptomen der Parkinson-Krankheit hat Biperiden seinen Stellenwert verloren und wird nicht mehr empfohlen. Der Wirkstoff wird unter dem Handelsnamen Akineton® seit 1953 vertrieben.
Biperiden wurde im Auftrag der Knoll AG (Deutschland) von dem deutschen Chemiker Wilfried Klavehn erstmals synthetisiert. Im März 1953 wurde das Medikament patentiert und unter dem Namen Akineton vertrieben. Mittlerweile gibt es zahlreiche Generika, die in Tablettenform (sowohl retardiert, als auch nicht retardiert) oder als Injektionslösung zur Verfügung stehen.

## Wirkmechanismus
Biperiden hemmt cholinerge Rezeptoren. Biperiden wirkt zudem als FIASMA (funktioneller Hemmer der sauren Sphingomyelinase).

## Nebenwirkungen und Warnhinweise
Die therapeutische Dosis liegt zwischen 2 und 16 mg, wobei stets mit einer niedrigen Initialdosis begonnen werden soll. Typische Nebenwirkungen sind Mundtrockenheit, Schwindel, Übelkeit und Tachykardien. Der Wirkstoff senkt die Krampfschwelle und ist deshalb bei einer bestehenden Epilepsie kontraindiziert, des Weiteren kann es zu einem Anstieg des Augeninnendrucks kommen, was unbehandelt zum Grünen Star führen kann.
Biperiden kann das Reaktionsvermögen auch bei bestimmungsgemäßem Gebrauch soweit verändern, dass die Verkehrstüchtigkeit und die Fähigkeit zum Bedienen von Maschinen beeinträchtigt werden.
Vornehmlich bei einer zu hohen Anfangsdosis oder Überdosierung ruft Biperiden gelegentlich Unruhe, Angst-, Erregungs- und Verwirrtheitszustände (Gefahr von Orientierungslosigkeit) und Halluzinationen hervor. Auch eine unnatürlich gehobene Stimmung kann eintreten, sodass der Wirkstoff nicht selten missbraucht wird. Die Symptome einer Biperidenvergiftung ähnelt der von Atropin, sie kann Kreislaufversagen und Atemlähmung zufolge haben.

## Stereoisomerie
Biperiden enthält drei unterschiedliche Stereozentren. Theoretisch gibt es also 23= 8 Stereoisomere. Der Arzneistoff Biperiden ist ein Racemat (1:1-Isomerengemisch) der (1R,2S,4R)-Form und der (1S,2R,4S)-Form.

## Handelsnamen
Biperiden ist in Deutschland, Österreich und der Schweiz unter dem Namen Akineton sowie mit Ausnahme der USA als Generikum im Handel erhältlich.